# Dennis J. McCarthy
Dennis J. McCarthy (* 14. Januar 1924; † 29. August 1983 in Salamanca) war ein US-amerikanischer Jesuit und Professor für Altes Testament am Päpstlichen Bibelinstitut.
McCarthy wuchs in Chicago und Milwaukee auf, bevor er am 8. August 1944 in den Jesuitenorden eintrat. Am 20. Juni 1956 wurde er zum Priester geweiht und lehrte zunächst an der Saint Louis University. Von 1969 bis zu seinem Tod lehrte er in Rom am Päpstlichen Bibelinstitut.

## Schriften (Auswahl)
- Der Gottesbund im Alten Testament. Ein Bericht über die Forschung der letzten Jahre. Stuttgart 1966.
  - Old Testament Covenant A survey of current opinions. Blackwell, Oxford 1972.
- Treaty and covenant, a study in form in the ancient oriental documents and in the Old Testament. Rom 1978 (Diplomarbeit 1963).
- Institution and narrative. Collected essays. Rom 1985.